# Sergio Curreli
Sergio Curreli (Arbus, 1960) è un serial killer italiano, ritenuto responsabile dell'omicidio di cinque persone in Sardegna tra il 1982 e il 1990.

## Biografia
Nato ad Arbus nel 1960, Curreli viveva facendo l'allevatore nel suo paese natale. Si sposa con Daniela Montoni, da cui ha due figlie. Presto inizia la sua carriera criminale con varie rapine nella zona, comincia ad avere anche i primi problemi di tossicodipendenza e a trattare la moglie e le figlie ai limiti dell'indigenza. Spesso picchiava la moglie Daniela, tanto da far intervenire più volte i servizi sociali. Diventò capo di una banda criminale di Arbus che commetteva furti e omicidi, a volte su commissione. 

### Il duplice omicidio del 1982
Il 4 settembre 1982, su una strada sterrata presso il litorale di Arbus, un sottufficiale dell'Aeronautica notò un camper fermo su un piccolo promontorio soprannominato Su Pistoccu (Il biscotto). All'interno del mezzo, una Volkswagen T2, vennero trovati i corpi nudi e senza vita di una coppia di turisti tedeschi. Le due vittime, il bancario 41enne Siegfried Heilmann e l'assistente sociale di 25 anni Marie Heide Jäger, erano state uccise a fucilate da Curreli due giorni prima, il 2 settembre. Pare che Curreli avesse ucciso i due per rivalsa, dopo che con il loro camper avevano investito e ucciso Gelosa, la sua cagnolina da caccia. Dopo aver inveito contro di loro, Curreli venne liquidato con un gestaccio. Pieno di rabbia, prese un fucile a canne mozze e li uccise entrambi dopo che avevano bevuto e avuto un rapporto sessuale. Le indagini rivelarono che a morire per primo fu Heilmann, freddato da una fucilata sparata attraverso il finestrino posteriore e da un'altra sparata mentre l'uomo era a terra, poi l'assassino era entrato nel camper e aveva abusato sessualmente della Jäger prima di ucciderla con un colpo alla nuca. Infine, l'interno del mezzo apparve disordinato, come se il killer avesse cercato freneticamente qualcosa da rubare.    
Dopo l'omicidio, infatti, Curreli rubò tutti i soldi italiani all'interno del mezzo e buttò il fucile in un pozzo nella miniera di Ingurtosu. Le modalità dell'omicidio ricordarono molto quelle del Mostro di Firenze, che proprio in quegli anni uccideva le giovani coppie nelle campagne toscane. Venne avanzata l'ipotesi di un possibile spostamento di tale killer dalla Toscana alla Sardegna, ma il delitto dei turisti tedeschi venne presto archiviato e rimase senza colpevole per diversi anni. Nel 1992 la Germania cominciò a fare pressione all'Italia per risolvere il caso e mise una taglia sul killer, offrendo una ricompensa in denaro a chiunque avesse informazioni utili alla cattura del colpevole.

### Gli altri delitti
Rimasto impunito per il duplice omicidio del 1982, Curreli continuò a uccidere insieme alla banda criminale di cui era capo. Il 22 settembre 1986, uccise il pastore 50enne Antonio Frau impiccandolo nel suo ovile per rubargli otto milioni di lire. Anni dopo, racconterà l'accaduto come una "brulla" (burla) fatta dai componenti della sua banda criminale a Frau per intimidirlo, dato che questo aveva avuto un alterco con Curreli alcuni giorni prima. Il cappio attorno al collo usato per spaventarlo, però, secondo Curreli, era stato stretto troppo e la "burla" era finita in tragedia. 
Quattro anni dopo, Curreli uccise il macellaio di 61 anni Luigi Melis. L'omicidio era stato commissionato dalla moglie della vittima, Rina Ruggeri, poiché Melis voleva rinunciare all'attività di macellaio per darsi alla pastorizia. La Ruggeri non voleva rinunciare al denaro guadagnato dal marito, e aveva deciso dunque di farlo uccidere. Melis venne freddato con un solo colpo di fucile in faccia il 6 maggio 1990, nelle campagne di Arbus. L'ultimo omicidio avvenne nel novembre dello stesso anno ai danni del 35enne Modeno Tuveri, originario di Guspini, che aveva contratto importanti debiti di droga con la banda di Curreli. Dopo averlo ucciso con un colpo di fucile alla testa, quest'ultimo bruciò il corpo di Tuveri in una discarica a Marrubiu. 

### L'arresto
Dopo che la Germania aveva messo un'importante taglia sulla testa del killer di Heilmann e Jäger, nel 1992 Curreli fu sospettato e arrestato dal maresciallo Felice Maccioni. L'auto con cui Curreli circola per le strade di Arbus, una Lancia Delta HF Integrale, appare troppo costosa per un modesto pastore e questo fa salire i sospetti contro di lui da parte del maresciallo Maccioni. Dopo l'arresto, Curreli confessò inizialmente solo i tre omicidi dal 1986 al 1990. Il maresciallo Maccioni, tuttavia, interrogò anche la moglie Daniela: questa raccontò dei continui abusi e tradimenti del marito, oltre che alla colpevolezza di lui nel duplice omicidio del 1982 che Curreli in persona le aveva confessato. Convocato nuovamente in carcere, Curreli ammise di aver ucciso anche Siegfried Heilmann e Marie Heide Jäger dieci anni prima spiegando il movente per vendetta legato alla sua cagnetta Gelosa. Elencò inoltre dettagli che solo il killer poteva sapere, come il tipo di fucile usato per il delitto e quanti colpi (due) fossero stati sparati contro Heilmann.

### Il processo
Durante il processo, Curreli e altri 12 imputati (tra cui il complice Luigi Mulvoni e Rina Ruggeri, vedova di Luigi Melis) vennero riconosciuti responsabili di tutti i reati a loro ascritti. Curreli venne condannato all'ergastolo per il duplice omicidio del 1982, stessa condanna venne inflitta a Mulvoni che aiutò il Mostro di Arbus per i delitti Melis e Tuveri.
Nel 2011 Curreli dovette affrontare un nuovo processo per falsa testimonianza. Nel 1994, infatti, aveva dichiarato di conoscere l'identità del responsabile dell'agguato ai danni dei carabinieri Attilio Mazzoni e Leonardo Nencetti, avvenuto a Desulo nel 1992. Curreli identificò il colpevole nel criminale sardo Giannetto Casula, che secondo le parole del Mostro di Arbus gli avrebbe confidato di aver visto lo scintillio del proiettile nel momento in cui colpiva la mitraglietta del carabiniere, che si salvò miracolosamente. Una volta in aula per confermare la testimonianza al pubblico ministero, però, Curreli si rifiutò di rispondere alle domande poste dal p.m. poiché non gli erano più garantiti i benefici del programma di protezione per i testimoni. Casula venne assolto, mentre Curreli fu rinviato a giudizio.